# 神戸丸 (東亜海運)
神戸丸（こうべまる）は、東亜海運株式会社がかつて保有していた短距離国際航路用の高速貨客船である。
長崎-上海を繋ぐ上海航路を増強するために、既に運行されていた長崎丸級貨客船を拡大発展させた鋼製双暗車貨客船として、1939年（昭和14年）から1940年（昭和15年）にかけて三菱重工業長崎造船所で建造された（三菱重工長崎造船所第796番船）。

## 特徴
本船は、国策海運会社である東亜海運株式会社が設立後最初に建造し就航した船である。
上海航路には日本郵船から移譲された長崎丸級貨客船が就航していたが、乗客及び取り扱い貨物が増加したことに伴う当該航路の増強のため、先に日本郵船が三菱重工業長崎造船所に8,000トン級高速貨客船として計画し発注していたが、東亜海運設立により起工前に移譲された。
船体は鋼製で、航海船橋楼甲板（navigation bridge deck）・短艇甲板（boat deck）・遊歩甲板（promenade deck）・船橋楼甲板（bridge deck）・上甲板（upper deck）・第2甲板（second deck）・第3甲板（third deck）の7つの甲板（deck）から構成され、太めの煙突がやや後方に傾斜して1本備え付けられていた。船体の要目は、7,930.0総トン（満載排水量6,930.0排水トン）、全長138.5m、型幅18.0m、型深9.75m、満載喫水6.047mであった。
なお、塗装は、上甲板以下が黒色、上甲板以上が白色であった。

旅客定員は一等149名と三等448名の合計597名であり、旅客用の部屋は、遊歩甲板・船橋楼甲板・上甲板・第2甲板の4つの甲板を下記のように使用していた。
- 遊歩甲板：前方より「ベランダ付一等喫煙室」「一等エントランスホール」「特等室」「一等客室」「一等ラウンジ」
- 船橋楼甲板：前方より「一等大食堂」「一等エントランス」「一等配膳室」「特別室」「一等客室」「三等エントランスホール」「三等喫煙室」「三等ベランダ及び遊歩場」
- 上甲板：前方は「一等客室」、後方は「三等大食堂」「三等エントランス」「三等娯楽室」
- 第2甲板：「三等客室」「大浴場」

旅客設備として、各甲板には旅客用エレベーターが備えられていた。また、公室及び客室にはサーモタンクと温湿調整装置を備え、夏は外気を取り入れ冷房とし、冬は空気過熱器によって暖められた空気を暖房として用いた。照明についても、居心地良く落ち着いた雰囲気を提供するため、「ベランダ付一等喫煙室」「一等大食堂」「一等ラウンジ」「三等大食堂」「三等娯楽室」には、直接照明に加え間接照明も併用していた。客室については、一等客室は、天井灯、トイレット灯、寝室灯と、ベットにそれらスイッチを備え、他に呼鈴装置、冷暖房装置が完備されていた。三等客室は、和室と洋室の2種類が用意されていた。
主要旅客設備は、逓信省並びに帝国海事協会の特別検査監督のもと、短国際航路就役船の船舶安全規定に従って建造された。また、短艇の昇降に使用されるボートダビットは三菱式ダブルアクションボートダビットを採用し、短艇の迅速な運用を可能としていた。
貨物の最大積載量は1,940トンであり、前方に2つ、後方に1つの船倉を持ち、前方に2組と後方に1組のデリックポストで貨物の積み込みを行った。また、貨物倉内には、通常の貨物倉のほか、冷蔵貨物倉や日本船として初めて自動車格納庫を設けていた。また、船内には旅客荷物用のエレベーターを備え、手荷物の迅速な取り扱いを提供した。
航路に揚子江が含まれる関係上軽喫水となっているため、通常の商船よりも著しく高い回転数の推進器が採用されている。そのため、タービンは一段減速歯車装置付となり、その減速歯車には、三菱ダブルヘリカル歯車が用いられた。
機関部に関しては、主機関として「三菱ツェリー全衝動型一段減速歯車装置付並列複式蒸気タービン」が2基搭載された。このタービンは、1基につき前進用に「高圧タービン（8段落）」と「低圧タービン（6段落）」を1基ずつ備え、後進用に「後進タービン（2列式1段落）」を高圧・低圧タービンのそれぞれの車室内に包含していた。主機2基合計の総合軸馬力は11,500馬力（連続最大15,260馬力）、回転数は「高圧タービン」が毎分4,628回転、「低圧タービン」が毎分3,273回転、「推進器」が毎分220回転、使用蒸気は圧力が24kg/cm2、温度が375℃であった。
主汽缶（ボイラー）には、当時商船用としては国内最高圧・最高温の「三菱三胴型水管缶」が4基搭載された。この缶は、受熱面積が550m2とできる限り燃焼室の容積を大きくしており、その性能は、最大連続蒸発量が毎時17トン、蒸気圧力が27kg/cm2で、構造は、過熱器は対流型、空気予熱器は堅型直管式、燃焼装置は平衡通風、給炭装置として、三菱マルティプルレトルト下込ストーカ（stoker： 自動給炭機）で構成されていた。
この三菱マルティプルレトルト下込ストーカとは、石炭庫から取り出した石炭をまず石炭昇降機により運び上げ、漏斗状のホッパーへ落とし込んだ後、ストーカによって火床へ自動で送り込まれる仕組みであった。このストーカは、6個のレトルト（ホッパーから炉内へ石炭を送り込む筒のことで、筒内に備えたアルキメディアン・スクリューを使用して石炭を動かす）から成り、火層の下方から給炭されるため、石炭の揮発成分は下方より炉内に全体に均等に行き渡ることで、燃焼効率が良く、ほとんど無煙であった。この装置により、送炭、給炭ともに自動化されたため省力化することができた。
補助缶は、蒸気圧力10.5kg/cm2の船用スコッチ型を1基搭載しており、主として甲板部の所要蒸気として使用された。また、衝動型一段減速歯車装置付背圧蒸気タービン駆動のターボ発電機を備えていた。
燃料の石炭は、比較的揮発性が高くやや粘結性を持つ崎戸炭を使用した。
主発電機は530kWを2基、補助発電機60kWを1基、さらに非常用の30kW発電機を1基、通信用の1.25K.V.Aの交流発電機を1基、電池充電用電動発電機を1基、無線用電動発電機を3基備えていた。
なお、動力としては、機関部諸補機36基634kW、甲板部諸補機37基71.4kW、そのほかに操舵装置用電動発電機を備えていた。なお、操舵装置は、特許三菱電機製の純電動操舵装置であった。
航海・通信装置としては、無線送受信機、方向探知機、音響測深儀、シップログ、放送装置、非常警報用モーターサイレン、室内自動電話等を備えていた。加えて、煙突灯、探照灯、荷役灯を備えていたが、戦時下の建造であったため曝露甲板の照明は、船橋から一斉に点灯・消灯することが可能であった。

## 船歴
- 1939年（昭和14年）11月9日：三菱重工業長崎造船所にて第796番船として起工
- 1940年（昭和15年）6月7日：進水
- 1940年（昭和15年）9月初旬：長崎港外三重沖の標柱間にて試運転を実施し、最高速力21.572ノット、最高出力15,256馬力を記録した。この際、浅い喫水の本船で、最大出力で推進器を高回転させたにもかかわらず、船体は特に振動を起こさなかったという。
- 1940年（昭和15年）10月19日：竣工
- 1940年（昭和15年）10月31日：就航。午前11時に　長崎港を出港し、上海へ向かう。

※以降、長崎丸、上海丸と共に、 長崎‐上海間を結ぶ定期航路上海航路に就航した。
- 1942年（昭和17年）5月：船舶運営会の設立とともに、同会の使用船となる。
- 1942年（昭和17年）11月10日 午前11時（推定）：定刻通りであれば、上海に向け長崎港を出港。この航海での、乗客は571名（客として、海軍士官、長崎税関職員、大東亜省職員も乗船）、乗組員は船長以下175名。合計746名[5][6]。
- 1942年（昭和17年）11月11日午前5時25分：上海から鉄鉱石を積み横浜へ向かっていた日本郵船所属の貨物船「天山丸」が、長崎から上海へ向け航行中の神戸丸の右舷に衝突し、火災発生。
- 1942年（昭和17年）11月11日午前6時00分：神戸丸沈没（北緯31度23分0秒 東経124度10分0秒 / 北緯31.38333度 東経124.16667度、水深75m）[7][8]
- 1942年（昭和17年）11月11日午前8時35分：天山丸沈没（同上）。同船乗員49名は全員救助される。

付近を航行中の「龍田丸」、「雲仙丸」、「日喜丸」が溺者救助を行い、東亜海運株式会社所属の「鳴戸丸」、駆逐艦「栗」、その他漁船等と航空機（九七式大艇等）により不明者の捜索活動が行われた。
13日付で大東亜省が集計した結果、生存者641名（うち船員156名）。死者56名（うち船員11名）。行方不明、49名（うち船員8名）。
神戸丸と天山丸の事故は、後日調査の結果、戦時の制限航路内で、無灯火航海を強いられ起こった戦争海難と認定され、両船の不可抗力が認められた。